# Phryneta verrucosa
Phryneta verrucosa es una especie de escarabajo longicornio de la subfamilia Lamiinae. Fue descrita por Drury en 1773.
Se distribuye por Trinidad y Tobago, Barbados, Granada y Annobón (Guinea Ecuatorial). Mide de 25 a 30 milímetros de largo.